# かずら (映画)
『かずら』は、2010年の日本映画。
お笑いコンビのさまぁ〜ずの映画初主演作品であり、小林信也のエッセイ本『カツラーの秘密』を原案としている。

## ストーリー
35歳の会社員・森山茂は薄毛に悩んでおり、ある日、とうとうかつらを買う決心をする。だが、かつらの製作には時間がかかり、維持費にも莫大な金がかかることを知って落胆する。そんなとき、大和田が経営する激安店と出会い、森山はついにかつらデビューを果たすのだが・・・。

## キャスト
- 三村マサカズ：森山茂
- 大竹一樹：大和田
- 芦名星：牧田涼子
- ベンガル：富岡部長
- 井森美幸：豊田あさみ
- 田中要次：田村洋平
- 正名僕蔵：山中誠
- 酒井敏也：幸田雄一郎
- 載寧龍二：宮内徹平
- 岩松了：大井川明
- 保積ペペ
- 長谷川朝晴：空港係員
- 小松和重
- 永岡佑：森山明
- 篠山輝信：森山三男
- 入来茉里：森山律子
- 尾上綾華
- 足立麻美
- 安藤玉恵
- 佐野泰臣
- つぶやきシロー
- 手島優：OL
- 板野友美：女子高生
- 丘みつ子：森山加代子
- 麿赤兒：森山盛夫

## 備考
今作でヒロインを務める女優芦名星は、さまぁ～ずライブ４の回想ＶＴＲで三村マサカズの恋人役をやっている